# IPadOS
Az iPadOS egy mobil operációs rendszer, amelyet az Apple Inc. fejlesztett ki az iPad táblagépeihez. Eredetileg az iOS-ből, az Apple iPhone-jai által használt operációs rendszerből származott, és új nevet kapott, hogy tükrözze a két termékcsalád eltérő jellemzőit, különösen az iPad többfeladatos képességét. 2019-ben iPadOS 13 néven mutatták be, jelezve, hogy az iPadre készült iOS 12 utódja a vállalat 2019-es Worldwide Developers Conference rendezvényén.
Az iPadOS-t először 2019. szeptember 24-én jelent meg a nyilvánosság számára. Az iPadOS főverziói évente jelennek meg. A jelenlegi stabil verzió, az iPadOS 17 2023 szeptember 18-án jelent meg a nyilvánosság számára.

## Története
Az első iPad 2010. január 10-én jelent meg, és iPhone OS 3.2-t futtatott, amely hozzáadta a nagyobb eszköz támogatását az operációs rendszerhez, amelyet korábban csak az iPhone-on és kisebb megfelelőjén, az iPod Touch-on használtak. Ezt a megosztott operációs rendszert az iOS 4 kiadásával "iOS" -re nevezték át.
Az operációs rendszer kezdetben durva funkcióparitással rendelkezett az iPhone, iPod Touch és iPad készülékeken, a felhasználói felület a képernyő méretétől függően változott, és kisebb különbségek voltak az alkalmazások kiválasztásában. Idővel azonban az iOS iPadhez készült változata egyre több megkülönböztető funkciót tartalmazott, mint például a kép a képben, több futó alkalmazás egyidejű megjelenítésének lehetősége (mindkettő az iOS 9-ben jelent meg 2015-ben), drag and drop, valamint egy dokkoló, amely jobban hasonlított a macOS dokkolójára, mint az iPhone-on (2017-ben hozzáadva az iOS 11-hez). A szabványos iPad-alkalmazásokat egyre inkább úgy tervezték, hogy támogassák a fizikai billentyűzet opcionális használatát.
Az iPaden elérhető különböző funkciókészlet hangsúlyozása és a platformok eltérő irányba történő fejlesztésének szándékának jelzése érdekében a 2019-es WWDC-n az Apple bejelentette, hogy az iOS iPaden futó változatát "iPadOS" -re nevezik át. Az új elnevezési stratégia az iPadOS 13.1-gyel kezdődött 2019-ben.
2020. június 22-én, a WWDC 2020-on az Apple bejelentette az iPadOS 14-et, kompakt kialakítással a kereséshez, a Sirihez és a hívásokhoz, továbbfejlesztett alkalmazásdizájnnal, kézírás-felismeréssel, jobb AR-funkciókkal, továbbfejlesztett adatvédelemmel és alkalmazáswidgetekkel. Az iPadOS 14 2020. szeptember 16-án jelent meg a nyilvánosság számára.
2021 június 7-én, a WWDC 2021-en bejelentették az iPadOS 15-öt widgetekkel a Főképernyőn és az Alkalmazáskönyvtárban, ugyanazokkal a funkciókkal, amelyek 2020-ban az iOS 14 rendszerű iPhone-on is megjelentek. A frissítés szigorúbb adatvédelmi méréseket is hozott a Safarival, például az IP-cím blokkolását, hogy más webhelyek ne láthassák. Az iPadOS 15 2021 szeptember 20-án jelent meg a nyilvánosság számára.
2023 június 5-én, a 2023-as WWDC-n az Apple bejelentette az iPadOS 17-et, amely támogatja a lezárási képernyő widgetjeit, ezt a funkciót eredetileg az iOS 16-tal indították el, az iOS 17-ben bejelentett funkciók többségével együtt. Ezenkívül az iPadOS 17 már tartalmazza az Apple Health alkalmazást.